# Robert Amelung
Robert Amelung (* 21. September 1877 in Rauschenberg; † 2. November 1964 in Kassel) war ein promovierter deutscher Militärarzt.

## Leben
Amelung war Sohn des Rauschenberger Amtsgerichtsrats Ernst Amelung. Er begann an der Philipps-Universität Marburg Medizin zu studieren. Am 12. Dezember 1886 wurde er im Corps Teutonia zu Marburg recipiert. Als Inaktiver wechselte er an die Christian-Albrechts-Universität zu Kiel und die Ludwig-Maximilians-Universität München. Er bestand 1901 in Marburg das medizinische Staatsexamen und wurde im selben Jahr zum Dr. med. promoviert. Er trat in die Kaiserliche Marine und wurde 1908 zum Marine-Stabsarzt befördert. Als Marine-Oberstabsarzt nahm er 1914–1918 am Ersten Weltkrieg teil.
Im Ersten Weltkrieg diente er als Schiffsarzt auf der Seydlitz. In der Reichsmarine wurde er 1923 zum Marine-Generaloberarzt und 1925/26 zum Marine-Generalarzt und Chef des Sanitätsdienstes der Marinestation der Nordsee in Wilhelmshaven ernannt. Im Zweiten Weltkrieg war er 1939–1942 Chef des Marinelazaretts in Varel und 1942–1944 Chef des Marinekurlazaretts in Garmisch-Partenkirchen. In der Nachkriegszeit in Deutschland war er 1945–1950 Leitender Arzt bei der Landesversicherungsanstalt Hessen-Nassau in Kassel.
Verheiratet war er seit 1911 mit Gertrud Sieverling aus Ampleben, in 2. Ehe seit 1921 mit ihrer Schwester Ilse Sieverling. Mit ihr hatte er einen Sohn und drei Töchter. Ein Sohn ist der Unternehmer Hans-Jürgen Amelung.